# Torrecilla del Rebollar
Torrecilla del Rebollar ist ein Ort und eine Gemeinde (municipio) mit nur noch 117 Einwohnern (Stand: 2024) im äußersten Norden der Provinz Teruel in der autonomen Region Aragonien im östlichen Zentrum von Spanien. Die Gemeinde gehört zur bevölkerungsarmen Serranía Celtibérica. Neben dem Hauptort Torrecilla del Rebollar gehört die Ortschaft Godos zur Gemeinde. 

## Lage und Klima
Torrecilla del Rebollar liegt der Sierra de Cucalón in ca. 1140 m Höhe und ist ca. 63 km (Fahrtstrecke) in nördlicher Richtung von der Provinzhauptstadt Teruel entfernt.
Das Klima ist trotz der Höhenlage gemäßigt bis warm; Regen (ca. 508 mm/Jahr) fällt übers Jahr verteilt.

## Bevölkerungsentwicklung
| Jahr      | 1970 | 1981 | 1991 | 2001 | 2011 | 2021 |
| Einwohner | 436  | 236  | 199  | 177  | 144  | 122  |

## Sehenswürdigkeiten

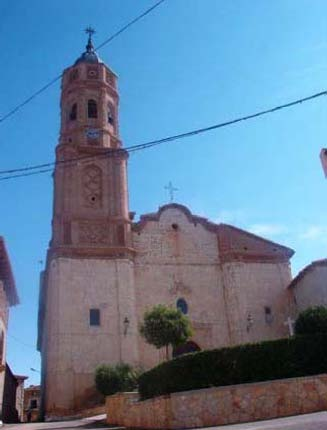
Christopheruskirche

- Christopheruskirche